# Funkmessvisier

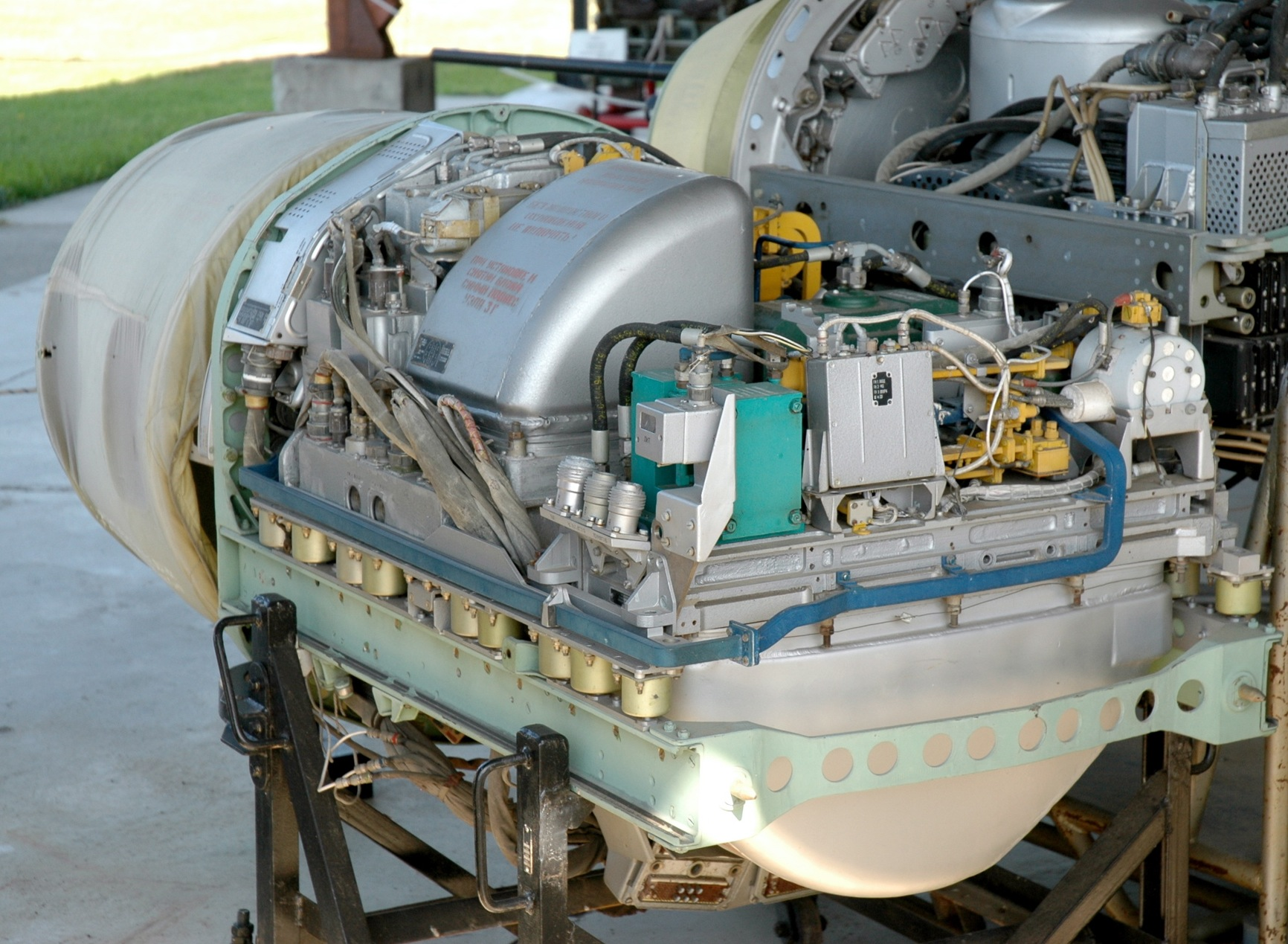
FMV der MiG-23 (Sapfir-23), Rückansicht.

Das Funkmessvisier, auch Funkmess-Visier (kurz: FMV oder FM-Visier), ist eine computergestützte Waffenleitanlage mit integralem Bordradargerät (englisch - airborne interception radar) sowjetischer Bauart, das in den Luftstreitkräften des Warschauer Pakts zur Standardausrüstung von Kampfflugzeugen der Luftstreitkräfte gehörte. Die Originalbezeichnung lautet russisch – радиолокационный прицель (РП); in deutscher Transkription radiolokazionny prizel (RP). Funkmessvisiere sind durch ECM störbar.
Siehe auch

## Bestimmung
Gemäß Zweckbestimmung gestatten Funkmessvisiere den Einsatz der Flugzeugbewaffnung gegen Luft-, Land- und Seeziele. Wobei die Nutzung zu jeder Tageszeit und unter allen Wetterbedingungen, das heißt auch nachts und bei ungenügender oder fehlender optischer Sicht, gewährleistet ist.
Funkmessvisiere senden gerichtete EM-Wellen aus, die beim Auftreffen auf das Ziel oder ein Hindernis von diesen reflektiert – und sensor-intern über den Funkempfangsteil aufgenommen, bewertet und verarbeitet werden. Ist beispielsweise ein Luftziel aufgefasst, kann dieses automatisch bekämpft werden. Wobei die Computereinheit des Funkmessvisiers die erforderlichen Zieldaten für die jeweils optimale oder ausgewählte On-Board-Bewaffnung errechnen wird. Dabei werden die Flugdaten des Luftziels, die Leistungsparameter der eigenen Maschine, die ballistischen Daten der Bordbewaffnung sowie die meteorologischen Daten berücksichtigt. Anhand der Rechenergebnisse werden die Lenkraketen ins Ziel geführt beziehungsweise die Maschinenwaffen, wie MG oder Bordkanonen, gerichtet oder wird der gezielte Bombenwurf ausgeführt.
Funkmessvisiere arbeiten meist teil-automatisiert, so dass Einsatz-Routinen wie Zielauswahl, Eröffnung des Feuers oder Auslösung der Bomben von der Flight Crew oder dem Kampfpilot gemäß Einsatzauftrag auf eigenen Entschluss ausführbar sind, oder durch Weisung CRC „Intercept Controller“ geführt oder unterstützt werden können. FMV konnten zudem mit einem optischen Visier, beispielsweise ASP-PF-21 (MiG-21), sowie einer Schusskamera (PAU-473, ebenfalls MiG-21) ausgerüstet sein.
Zur Kompensation möglicher Beeinflussungen durch Elektronische Kampfführung verfügen moderne Funkmessvisiere über aktiven und passiven ECM-Schutz.

## Materialerhaltung
Außer Funktionsüberprüfung, einfache Wartung und Pflege durch den Fliegeringenieurdienst der Fliegertruppenteile, wurden ausnahmslos alle Materialerhaltungsstufen an Funkmessvisieren der NVA-Kampfflugzeuge durch Spezialisten im VEB Flugzeugwerft Dresden durchgeführt.

## ITU-Klassifizierung und Frequenzverfügbarkeit
Funkmessvisiere gehörten zur Standardausrüstung einer ganzen Reihe von Kampfflugzeugen der NVA-Luftstreitkräfte und der Gruppe der Sowjetischen Streitkräfte in Deutschland (GSSD). Während die NVA-Kampfflugzeuge bis auf wenige Ausnahmen im Oktober 1990 stillgelegt wurden, konnten die Kampfflugzeuge der GSSD bis zur Rückführung nach Russland bis August 1994 weiterhin genutzt werden. Daraus ergab sich die Notwendigkeit der rechtsstaatlichen Erklärung der Frequenzverfügbarkeit für Funkmessvisiere durch den sogenannten Frequenzharmonisierungsausschuss BMPT und BMVg, mit Beteiligung der GSSD, auf Grundlage der Vollzugsordnung für den Funkdienst (VO-Funk) der ITU und des Frequenzbereichszuweisungsplans der Bundesrepublik Deutschlands.
ITU Kategorisierung nach VO-Funk
- Nichtnavigatorischer Ortungsfunkdienst (nach Artikel 1.48).
- Mobile nichtnavigatorische Ortungsfunkstellen (nach Artikel 1.89)

Frequenzverfügbarkeit
- Eingeschränkt (9–10 GHz), mit zeitlichen und territorialen Auflagen

Anmerkung
In den östlichen Nachbarländern Polen, Tschechien und Slowakei, die weiterhin Funkmessvisiere sowjetischer Bauart verwendeten, wurde ähnlich verfahren.